# Escola Santo Tomás de Aquino
A Escola Santo Tomás de Aquino (Esta) é uma escola privada de Belo Horizonte que teve as suas atividades iniciadas em 7 de março de 1954, oferecendo os cursos Educação Infantil, Ensino Fundamental e Ensino Médio. Classificou-se entre as dez melhores escolas de Belo Horizonte em ranking do Enem em 2018 e entre as dez melhores escolas de Minas Gerais em rankings do Enem em 2021. Em 2022 uniu-se à Inspira Rede de Educadores com o objetivo de compartilhar conhecimento e inovar o ensino na instituição.
A secretaria da escola instalou-se provisoriamente numa sala na Praça da Liberdade, n. 317, cedida pelo arcebispo Dom Antônio dos Santos Cabral, que abençoou as instalações no dia 7 de março de 1954, na rua Guajajaras, 149, e um quarteirão que se situava entre as ruas Espírito Santo e Rio de Janeiro, num imóvel que locou à família Sousa Lima.
Depois, a sede foi mudada para uma casa próxima, na rua Timbiras, 1778, imóvel adquirido a Moacir von Sperling em 1958, e onde permaneceu até 1977, quando mudou-se para a av. Cândido Holanda, 165, no bairro São Bento, onde permanece até hoje.
A escola foi fundada por Maria Terezinha de Campos Machado, na época professora da Faculdade de Filosofia Santa Maria e secretária da antiga Escola Mineira de Direito (que daria mais tarde origem à PUC-MG), e por Maria Sylvia de Castro Alvim, então professora do Colégio Sion e da Escola de Serviço Social. Ambas, na juventude, haviam atuado na JUC - Juventude Universitária Católica.
A escola, que começou pequena, nunca foi grande demais, para não perder a proximidade com os alunos, e formou várias gerações nos seus mais de 50 anos de existência em Belo Horizonte.